# Responsabile del procedimento amministrativo
Il responsabile del procedimento amministrativo, secondo la legge italiana, è una figura che opera all'interno della pubblica amministrazione italiana cui è affidata la gestione di un procedimento amministrativo.
È stato previsto dalla legge 7 agosto 1990, n. 241 all'art. 4, comma 1 il quale dispone che "le pubbliche amministrazioni sono tenute a determinare per ciascun tipo di procedimento relativo ad atti di loro competenza l'unità organizzativa responsabile della istruttoria e di ogni altro adempimento procedimentale, nonché dell'adozione del provvedimento finale."

## Storia
La figura è stata introdotta nell'ordinamento italiano dalla legge 7 agosto 1990, n. 241, sulla base del principio di trasparenza dell'attività amministrativa, definiti come ispiratori cui l'attività della pubblica amministrazione. La legge 11 febbraio 2005, n. 15, al fine di rafforzare il ruolo del responsabile del procedimento, ha previsto l'obbligo per il dirigente competente all'adozione del provvedimento finale di non discostarsi, senza specifica motivazione, dalle risultanze dell'istruttoria effettuata dal responsabile del procedimento.

## Disciplina normativa
Le pubbliche amministrazioni italiane sono tenute a stabilire per ciascun tipo di provvedimento relativo ad atti di propria competenza, l'unità organizzativa responsabile dell'istruttoria e di ogni altro adempimento procedimentale, nonché dell'adozione del provvedimento finale.
È il dirigente dell'unità organizzativa interessata che assegna a sé, oppure ad un altro dipendente pubblico, il ruolo di responsabile del procedimento amministrativo. L'introduzione della figura del responsabile del procedimento ha migliorato il rapporto tra cittadino e P.A., rompendo quella sorta di catena che vedeva cittadini ed imprese di fronte ad un soggetto indistinto (la P.A.), che si presentava ad essi in una serie di interlocutori sempre diversi e nessuno dei quali pienamente responsabile di parlare a nome della pubblica amministrazione.
L'obbligo di individuazione del responsabile del procedimento rientra all'interno delle situazioni di vantaggio insopprimibili, ricomprese tra i LEP (livelli essenziali di prestazioni), di cui all'art. 117, co. 2, lett. m della Costituzione. e dunque la figura del responsabile del procedimento ha lo scopo di migliorare i rapporti della pubblica amministrazione con i cittadini e le imprese.
Sulla base di questo principio, per ogni procedimento amministrativo deve essere individuato il responsabile, il cui nominativo deve essere comunicato a tutte le parti interessate.

## Le funzioni
Le principali funzioni del responsabile del procedimento amministrativo sono:
- valutare, a fini istruttori, l'esistenza delle condizioni di ammissibilità, dei requisiti di legittimazione e dei presupposti del procedimento amministrativo
- compiere tutti gli atti istruttori necessariamente previsti per il provvedimento, come ad esempio eventuali accertamenti tecnici o richieste di documenti
- eventualmente proporre l'indizione della conferenza di servizi (interna)
- curare le comunicazioni alle parti interessate, le pubblicazioni e le notificazioni inerenti al procedimento amministrativo
- adottare il provvedimento finale o, qualora l'adozione sia a carico di un altro organo competente, trasmettere a tale organo gli atti del procedimento al fine di adottare il provvedimento finale